# Niente visone/Pensa ai fatti tuoi
Niente visone/Pensa ai fatti tuoi è un singolo di Fred Buscaglione e i suoi Asternovas, pubblicato nel 1957 ed estratto dal primo album Fred Buscaglione e i suoi Asternovas.

## I brani
Si tratta di due brani già pubblicati su un precedente singolo a 78 giri.

## Tracce
Testi di Chiosso, musiche di Buscaglione.
Lato 1
1. Niente visone

Lato 2
1. Pensa ai fatti tuoi